# ليلي تايلور (لاعبة الاسكواش)
ليلي تايلور (بالإنجليزية: Lily Taylor)‏ هي لاعبة الاسكواش بريطانية، ولدت في 17 أكتوبر 1996 في ليستر في المملكة المتحدة.

## وصلات خارجية
- ليلي تايلور على موقع الاتحاد الدولي لمحترفي الاسكواش (مؤرشف) (الإنجليزية)
- ليلي تايلور على موقع SquashInfo.com (الإنجليزية)